# Prêmio Planeta Azul
O Prêmio Planeta Azul (em inglês:  Blue Planet Prize) reconhece empenhos significativos em pesquisa científica ou aplicações da ciência que contribuíram para resolver problemas ambientais globais. O prêmio foi criado pela Fundação Asahi Glass em 1992, ano da ECO-92, e desde então a fundação concede o prêmio anualmente a dois investigadores. Em 2012 vinte laureados com o Prêmio Planeta Azul colaboraram em um artigo conjunto que foi lançado no Concílio Governamental do Programa das Nações Unidas para o Meio Ambiente em Nairóbi, em 20 de fevereiro.

## Recipientes
- 1992 Syukuro Manabe e International Institute for Environment and Development
- 1993 Charles Keeling e União Internacional para a Conservação da Natureza
- 1994 Eugen Seibold e Lester Brown
- 1995 Maurice Strong e Bert Bolin
- 1996 Wallace Smith Broecker e MS Swaminathan Research Foundation
- 1997 James Lovelock e Conservação Internacional
- 1998 Mikhail Budyko e David Brower
- 1999 Paul Ralph Ehrlich e Qu Geping
- 2000 Theo Colborn e Karl-Henrik Robèrt
- 2001 Robert May e Norman Myers
- 2002 Harold Mooney e James Gustave Speth
- 2003 James Gustave Speth / F. Herbert Bormann e Võ Quý
- 2004 Susan Solomon e Gro Harlem Brundtland
- 2005 Nicholas Shackleton e Gordon Hisashi Sato
- 2006 Akira Miyawaki e Emil Salim
- 2007 Joseph L. Sax e Amory Lovins
- 2008 Claude Lorius e José Goldemberg
- 2009 Hirofumi Uzawa e Nicholas Stern
- 2010 James Hansen e Robert Watson
- 2011 Jane Lubchenco e Barefoot College
- 2012 William Rees / Mathis Wackernagel e Thomas Lovejoy
- 2013 Taroh Matsuno e Daniel Sperling
- 2014 Herman Daly e Daniel Hunt Janzen / Instituto Nacional de Biodiversidad (INBio)
- 2015 Partha Dasgupta e Jeffrey Sachs
- 2016 Pavan Sukhdev e Markus Borner